# Soyuz MS
Soyuz MS é o novo modelo de nave espacial russa Soyuz, sucessora dos tipos TMA e TMA-M, usados para o transporte de seres humanos entre a Terra e a Estação Espacial Internacional. Seu desenho é basicamente o mesmo das anteriores – com três módulos: serviço, orbital e reentrada – sendo as modificações realizadas em sua maioria na área de computadorização e telemetria da espaçonave. A primeira delas, Soyuz MS-01, foi ao espaço em 7 de junho de 2016, levando para a ISS três membros da tripulação da Expedição 48.
As principais modernizações feitas são:
- painéis solares mais eficientes na coleta de energia
- motores de controle de atitude e de docagem modificados, para aumentar a tolerância de erro durante a acoplagem a queima de motores para a reentrada.
- um sistema mais moderno de docagem e aproximação
- um sistema mais moderno de telecomunicações.
- o novo computador TsVM-101, com um peso de quase um décimo (8,3 kg vs 70 kg) e muito menor que o anterior, o Argon-16.
- sistemas unificados de telemetria e comando (MBITS)  que possibilita a espaçonave a receber telemetria via satélite e controlá-la quando estiver fora das vistas das estações de controle terrestre.
- uso dos sistemas de localização por satélite LONASS/GPS e COSPAS-SARSAT, para as operações de busca e resgate das cápsulas após o pouco em lugares ermos.

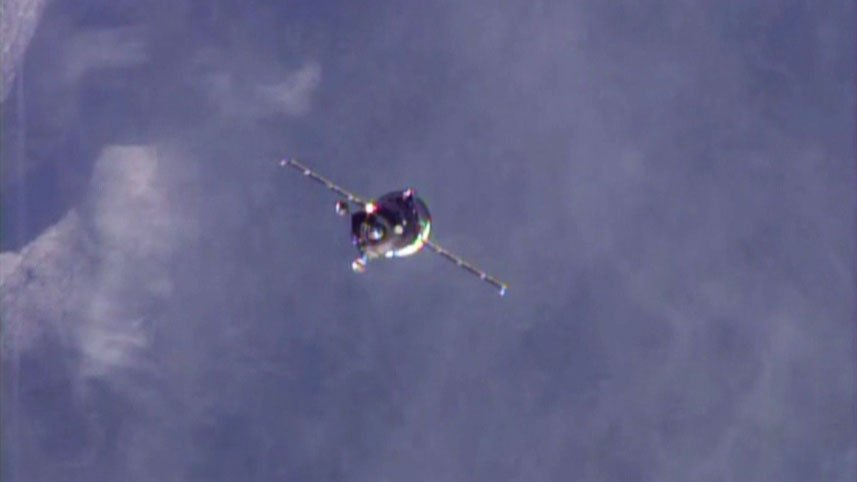
A Progress MS-1 em sua aproximação final à ISS após seu lançamento em dezembro de 2015.

Um veículo de carga não-tripulado da mesma série, a Soyuz Progress MS-1, já foi lançado à ISS em 21 de dezembro de 2015. Ele tem as seguintes modernizações com relação às naves não-tripuladas Progress anteriores:
- novo compartimento de carga exterior que o permite lançar satélites. Cada compartimento pode conter até quatro lançadores de satélites.
- redundância reforçada graças à adição de um sistema de backup de motores elétricos para a acoplagem e mecanismo de vedação.
- proteção contra micrometeoritos reforçada com painéis adicionais no compartimento de carga.
- Links para satélites de comunicação em sincronia russos Luch permitindo controle e telemetria mesmo quando fora de visão dos controles  ou ondas de rádio da terra.
- navegação autônoma por satélite que permite determinação de vetor de status em tempo real e parâmetros orbitais, dispensando a necessidade de controle de terra para a determinação de órbita.
- novo sistema de rádio digital que permite visão por câmera de tv das operações de acoplagem.
- troca do sistema de radiotelemetria Kurs A pelo mais moderno Kurs NA, que necessita apenas de uma antena ao invés das cinco anteriores e consome menos energia.